# 迈克尔·麦卡恩
迈克尔·麦卡恩（英語：Michael McCann，1977年9月26日—），澳大利亚前男子曲棍球运动员。他曾代表澳大利亚国家队参加2004年夏季奥林匹克运动会曲棍球比赛，获得一枚金牌。